# Wolfsburg Hauptbahnhof
Wolfsburg Hauptbahnhof vasútállomás Németországban, Wolfsburg városban. A német vasútállomás-kategóriák közül a második csoportba tartozik.

## Vasútvonalak
Az állomást az alábbi vasútvonalak érintik:
- Hannover–Berlin nagysebességű vasútvonal
- Berlin–Lehrte-vasútvonal

## Forgalom

### Távolsági
| Járat                          | Útvonal | Gyakoriság                          |
| ------------------------------ | --- | ----------------------------------- |
| ICE 10                         | Berlin Ost – Berlin – Wolfsburg – Hannover – Hamm – Dortmund – Duisburg – Düsseldorf – Köln | 120 percenként                      |
| ICE 12                         | Berlin – Wolfsburg – Braunschweig – Hildesheim – Kassel-Wilhelmshöhe – Frankfurt – Mannheim – Karlsruhe – Basel (– Interlaken Ost) | 120 percenként                      |
| IC 32                          | Berlin Südkreuz – Berlin – Wolfsburg – Hannover – Bielefeld – Dortmund – Bochum – Essen – Duisburg – Düsseldorf – Köln – Bonn – Koblenz – Mannheim – Stuttgart (– Lindau – Innsbruck) | bizonyos vonatok (szombat/vasárnap) |
| UEx Mecklenburg-Elő-Pomeránia: | Binz – Stralsund – (Seebad Heringsdorf – Zinnowitz –) Züssow – Prenzlau – Berlin – Wolfsburg – Hannover – Dortmund – Duisburg – Köln | bizonyos vonatok (szombat/vasárnap) |
| IC 77                          | Berlin – Wolfsburg – Hannover – Osnabrück – Hengelo – Amersfoort – Amsterdam | 120 percenként                      |
| FLX 10                         | Berlin-Lichtenberg – Berlin Ostbahnhof – Berlin Hbf – Berlin Zoologischer Garten – Wolfsburg – Lehrte – Hannover Messe/Laatzen – Göttingen – Kassel-Wilhelmshöhe – Fulda – Hanau Hbf – Frankfurt (Main) Süd – Darmstadt Hbf – Weinheim (Bergstraße) – Heidelberg Hbf – Vaihingen (Enz) – Stuttgart Hbf | 1–2 vonatpár                        |

További Intercity vonatok közlekednek Hannover, Aachen, Berlin, München, Stuttgart, Frankfurt és Köln városokba. 
Reggelente egy Intercity érkezik Hamburg-Altona állomásról ide.

### Regionális
| Járat | Útvonal                                           | Gyakoriság (perc)                              | Üzemeltető      | Jármű                      |
| ----- | ------------------------------------------------- | ---------------------------------------------- | --------------- | -------------------------- |
| RE 6  | Wolfsburg – Oebisfelde – Haldensleben – Magdeburg | Bizonyos vonatok                               | DB Regio Südost | Siemens Desiro Classic     |
| RE 30 | Wolfsburg – Gifhorn – Lehrte – Hannover           | 060                                            | metronom        | Alstom Coradia Continental |
| RE 50 | Wolfsburg – Braunschweig – Hildesheim             | 060                                            | metronom        | Alstom Coradia Continental |
| RB 35 | Wolfsburg – Oebisfelde – Gardelegen – Stendal     | 060 (hétfőtől péntekig) 120 (szombat-vasárnap) | DB Regio Südost | Siemens Desiro Classic     |
| RB 36 | Wolfsburg – Oebisfelde – Haldensleben – Magdeburg | 060 (hétfőtől péntekig) 120 (szombat-vasárnap) | DB Regio Südost | Siemens Desiro Classic     |

## Kapcsolódó állomások
A vasútállomáshoz az alábbi állomások vannak a legközelebb:
- Fallersleben (Hildesheim Hauptbahnhof, Berlin–Lehrte-vasútvonal, RE 30 (Niedersachsen))
- Oebisfelde (Aschersleben, Magdeburg Hauptbahnhof, Berlin–Lehrte-vasútvonal, RE 6 (Niedersachsen / Sachsen-Anhalt), RB 36)